# Руссо, Аль
Аль Руссо (англ. Al Ruscio; 2 июня 1924, Сейлем, Массачусетс — 12 ноября 2013, Лос-Анджелес) — американский характерный актёр.

## Биография
Аль Руссо родился в городе Сейлем, штат Массачусетс. После окончания школы и колледжа он переехал в Нью-Йорк, где два года учился в театральной школе The Neighborhood Playhouse School of the Theatre. В Нью-Йорке Руссо сыграл много ролей, выступал на одной сцене с Ким Стэнли и Стивом Маккуином.
В 1958 году Руссо переехал в Лос-Анджелес, где в том же году сыграл роль Тони в фильме «Аль Капоне» с Родом Стайгером в главной роли. Затем он снимался во многих сериалах, в том числе «Дымок из ствола» (1958), «Сансет-Стрип, 77» (1959), «Бонанза» (1960—1961) и «Питер Ганн» (1961), а также в мыльных операх, таких как «Порт Чарльз», «Дни нашей жизни» и «Санта-Барбара». Руссо неоднократно был приглашённым актёром в сериалах The Lawless Years, «Неприкасаемые», «Досье детектива Рокфорда», «Лу Грант», «Барни Миллер», «Блюз Хилл стрит» и «Седьмое небо». Он также появлялся в таких проектах, как «Фэлкон Крест», «Пугало и миссис Кинг», «Жизнь продолжается», Manhattan, AZ, Shannon, Steambath и Joe’s Life.
Кроме работы на телевидении, Руссо много снимался в кино, в том числе в фильмах «Как только сможешь» (1980) с Клинтом Иствудом, «Зазубренное лезвие» (1985) с Гленн Клоуз и Джеффом Бриджесом, «Крёстный отец 3» (1990), «Виновен по подозрению» (1991) с Робертом де Ниро, «Шоугёлз» (1995) и «Фантом» (1996).
В 1960 году Руссо покинул Лос-Анджелес и переехал в Денисон, штат Айова, где создал факультет драмы в новообразованном Колледже Среднего Запада. Через пять лет он переехал в канадский город Уинсор, провинция Онтарио, где работал профессором Уинсорского университета. Оттуда Руссо был приглашён в качестве художественного руководителя Академии драматического искусства в Оклендском университете, где также преподавала его жена. В 1975 году они вернулись в Лос-Анджелес, где продолжили свои актёрские и преподавательские карьеры.
Аль Руссо также входил в состав совета директоров Гильдии киноактеров.

### Личная жизнь
В 1954 году Аль Руссо женился на актрисе Кейт Уильямсон. У пары родились четверо детей: Элизабет, Майкл, Мария и Нина, и они оставались вместе вплоть до смерти Руссо 12 ноября 2013 года.